# Jschlatt
Джонатан Шлатт (Jschlatt) (англ. jschlatt, кириліз.: дже́йшлатт) також відомий як Schlatt, американський ютубер, стрімер на платформі Twitch, підриємець, ведучий подкасту співак.
Найбільш відомий своїм різноманітним онлайн-контентом, включаючи відео ігри, відеоблоги, реакції на відео,та музичні кавери. Шлатт є нинішнім власником GamerSupps, компанії з виробництва енергетичних добавок, орієнтованої на геймерів;  і колишній співвласник One True King, організації ігор та онлайн-контенту.
Станом на початок вересня 2024 року Джонатан мав понад 10 мільйонів підписників на YouTube сумарно з усіх його 8 каналів.  і майже 3 мільйони підписників на Twitch.
Має 8 срібних і 4 золотих кнопки від Youtube.

## Інтернет кар'єра

### 2013—2018: Початок
Джонатан почав створювати відео на YouTube у 2013 році, записуючи те як він грав у відеогру Call of Duty разом зі своїми друзями. У липні 2013 року був створений його перший оригінальний канал jschlatt, а його перше відео було завантажено наступного року. Його вміст каналу в основному складався з відеоесе які охоплювали най різноманітні теми, зокрема астрономію, технології, музику, відео ігри та меми. 6 лютого 2018 року Шлатт завантажив 27 — секундний відео-мем під назвою "англ. elon r u ok, досл. «ілон чи все з тобою гаразд?» ", який є скороченим описом широко розрекламованих підприємств Ілона Маска.Це відео швидко стало його найпопулярнішим і каталізатором його кар'єри.

### 2018–тепер: Прямий ефір і ОТК
Шлатт почав транслювати в червні 2018 року, граючи в різні відео-ігри, зокрема такі як Cities: Skylines і Minecraft. 1 березня 2019 року Шлатта запросили на SMPLive, приватний сервер Minecraft. Стрімінг на сервері значно збільшив його присутність в інтернеті, принісши йому сотні тисяч нових підписників і фоловерів як на Twitch так і на Youtube.
Шлатт приховував своє обличчя до кульмінаційного відео свого серіалу SMPLive. Він показав своє обличчя після перемоги над фінальним босом Драконом краю у відео-грі Minecraft у відео, завантаженому на канал його новому каналі jschlattLIVE 26 вересня 2019 року
У грудні 2019 року Шлатт почав неоголошену перерву в стрімінгу, яка закінчилася 16 грудня 2021 року, випустивши відео під назвою "англ. i'm quitting youtube, досл. «Я виходжу з Ютубу», у якому він оголосив про повернення до стрімінгу.
У 2021 році Шлатт приєднався до організації онлайн-контенту "англ. One True King, досл. «Один Справжній Король» як співвласник, з'являючись у різних відео та прямих трансляціях, які проводила організація.Згодом покинув організацію у 2022 році заради особистих цілей.
21 березня 2021 року Шлатт завантажив відео про геймплей Jackbox Party Pack, яке викликало критику в мережі. Мініатюра включала грубо намальоване мультяшне обличчя, затінене чорними каракулями та позначене як «англ. Blackface, досл. «Чорне обличчя» який використовується у расиських і карикатурних показів чорношкірих людей за часту мешканців США афроамериканців. У відповідь на негативну реакцію мініатюру було оновлено до такого ж грубого малюнка, тепер із зображенням логотипу Twitter і позначкою «англ. Dumb Bird, досл. «Тупа пташка».  Подібна критика була подана проти Шлатта пізніше того ж року, коли знову з’явився твіт 2018 року, у якому Шлатт відповів на селфі стримера Twitch Скотта Фішера, прокоментувавши « обличчя Аллаха ».  

## Інші проекти

### Музична кар'єра
28 вересня 2022 року Шлатт і Людвіг Агрен створили YouTube-канал «англ. Lud and Schlatts Musical Emporium, досл. «Музичний Емпоріум Люда та Шлатта», спільний проект, спрямований на надання безоплатних записів відомих класичних композицій, а також оригінальної музики, натхненної відеоіграми компанії Nintendo, для використання у створенні контенту.
15 грудня 2023 року Шлатт випустив свою кавер-версію пісні відомого італо-американського співака і актора Френка Сінатри у жанрі мелодичного джазу «My Way» у відповідь на кілька кавер-версій пісень, створених штучним інтелектом, у яких використовувався його голос, а також інші частини його образу. Пізніше обкладинку було видалено Universal Music Group через нібито порушення авторських прав,але з часом було перезалито на Youtube самим ж Джонатаном.

Обкладинка повноформатного різдвяного альбому Шлатта A Very 1999 Christmas

7 листопада 2024 року Шлатт випустив кавер на різдвяну пісню " Santa Claus Is Comin' to Town " і оголосив про початок роботи над своїм дебютним різдвяним альбомом A Very 1999 Christmas. Альбом був створений за допомогою саксофоніста Тома Скотта, колишнього учасника Blues Brothers які виконували пісні у жанрі соул і блюзу, для аранжування нот. Повний альбом був записаний на The Sound Factory у Голлівуді, Лос-Анджелес, штаті Каліфорнія.
Після всесвітнього блокування обкладинки на YouTube Шлатт випустив свій другий сингл "Let It Snow! Let It Snow! Let It Snow!" 21 листопада 2024 році. Альбом, який включає перші два сингли Шлатта, а також шість інших класичних різдвяних пісень, був офіційно випущений 1 грудня 2024 року.

#### Дискографія

##### Студійні альбоми
| Назва                 | Деталі альбому                                                                   |
| --------------------- | -------------------------------------------------------------------------------- |
| A Very 1999 Christmas | - Випущено: 1 грудня 2024 р - Лейбл: Самостійне видання - Формати: LP, потоковий |

##### Сингли
| Назва                                  | рік      | Альбом                |
| -------------------------------------- | -------- | --------------------- |
| Santa Claus Is Comin' to Town          | 2024 рік | A Very 1999 Christmas |
| Let It Snow! Let It Snow! Let It Snow! | 2024 рік | A Very 1999 Christmas |

### Подкасти
Протягом своєї кар'єри Шлатт організовував низку онлайнових та особистих подкастів, включаючи різних відомих людей:
- Chuckle Sandwich, який він вів разом із колегами з YouTube Тедом Нівісоном і колишнім Slimecicle зі змінним акторським складом.[29] Шоу завершилося 24 січня 2025 року, у свою 4-річчя.[30]
- Чи виграв Шлатт? також зі змінним складом гостей.[31]
- Sleep Deprived, створений 22 липня 2017 року за участю Schlatt, apandah, Aztrosist і Mikasacus.[джерело?]